# Sade (hudební skupina)
Sade je britská hudební skupina, která vznikla v roce 1983, spadající do hudebního stylu s prvky R&B, soulu, jazzu, funku a soft rocku. Skupina je pojmenována po nigerijské zpěvačce Sade Adu.

## Diskografie
Studiová alba
- Diamond Life (1984)
- Promise (1985)
- Stronger Than Pride (1988)
- Love Deluxe (1992)
- Lovers Rock (2000)
- Soldier of Love (2010)